# Hans Hillger

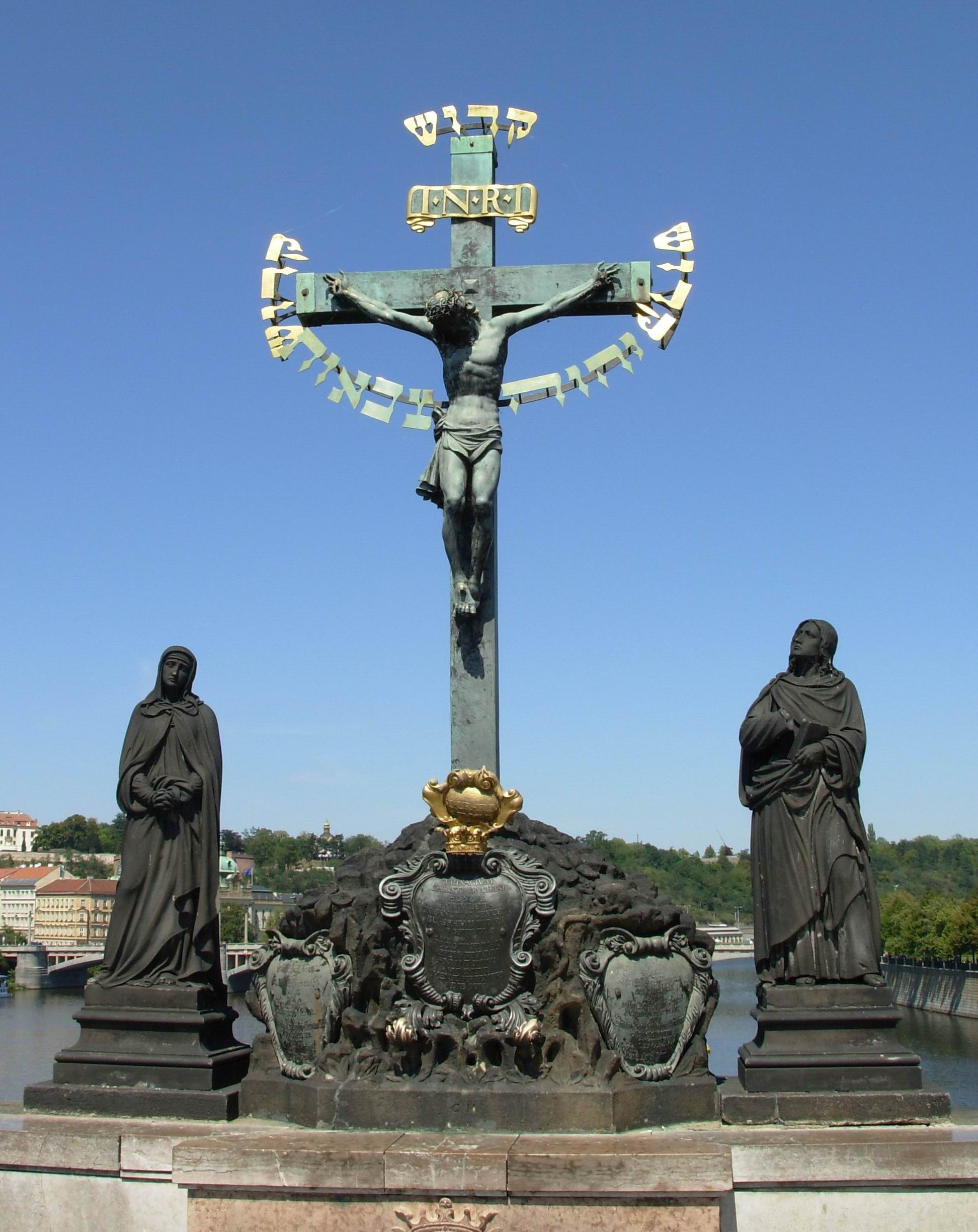
Kalvárie na Karlově mostě (1628)

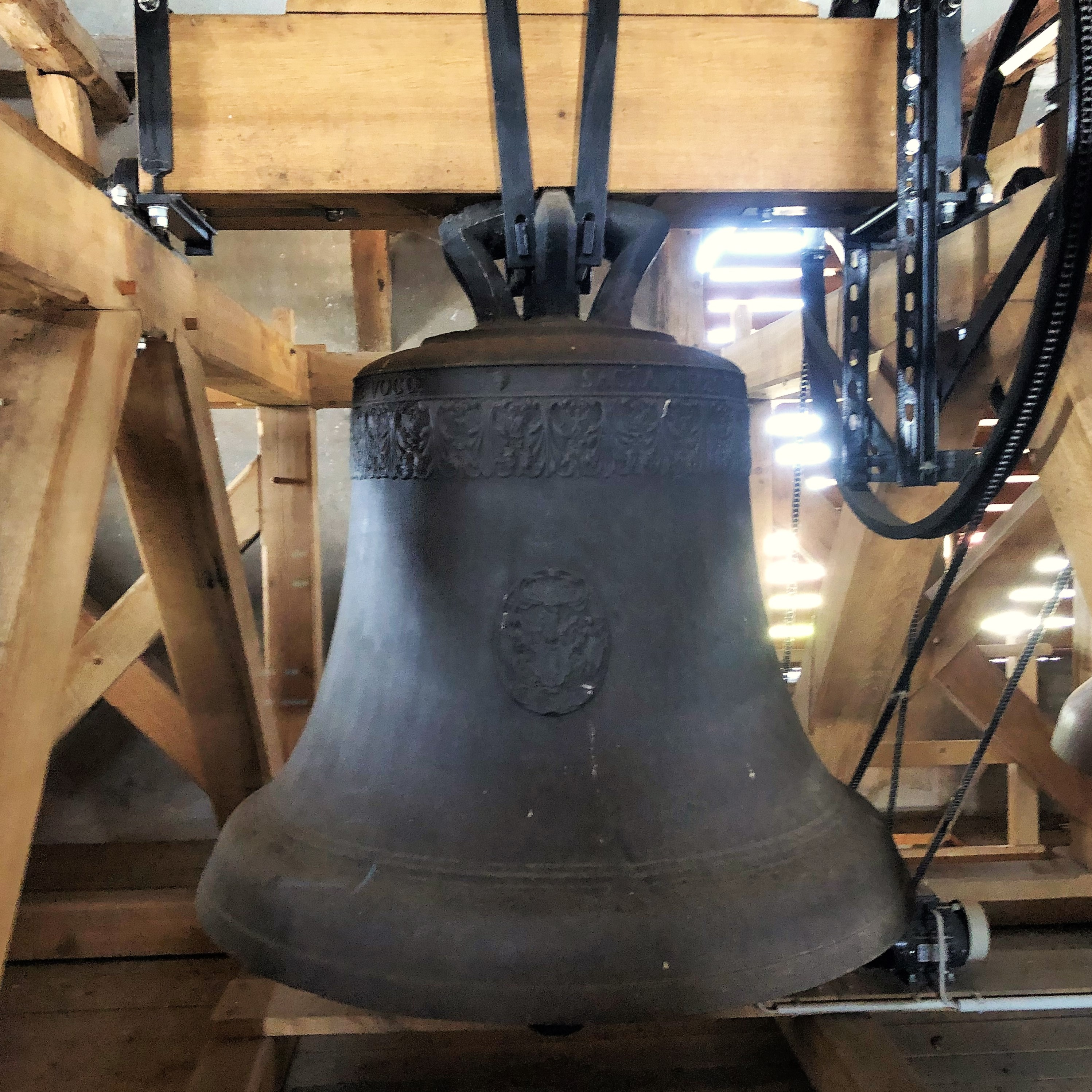
Zvon z Mariánského kostela v Eilenburgu (1625)

Hans Hillger (také Johannes Hilger nebo Hilliger, 7. únor 1567 Freiberg; 24. dubna 1640 Drážďany) byl saský kovolitec soch, zvonů, děl a pušek ve službách saských kurfiřtů v Drážďanech, činný také jako komunální politik, člen městské rady a v letech 1608–1638 rotující ve funkci drážďanského starosty.

## Život
Hans pocházel z rozvětvené rodiny kovolitců ve Freibergu. Jeho předkové se nazývali konváři, pracovali v horním Sasku jako kovolitci nejméně šest generací, od počátku 15. do 18. století. Užívali na zvonech a dělech jako svou mistrovskou značku domovní znamení (hausmarku) z rodinného domu ve Freibergu. V kartuši s rolverkem byl vyobrazen reliéf medvěda kráčejícího heraldicky doprava a držícího v tlapách kružítko-odpichovadlo.
Dědeček Hanse Hillgera, starosta Freibergu Wolfgang Hill(i)ger (1511–1576) převzal v roce 1567 slévárnu v Drážďanech. Hillgerův otec Martin (1538–1601) nejdříve pracoval jako výrobce zbraní u arcivévody Karla II. ve Štýrském Hradci, později přijel do Drážďan a založil slévárnu zbraní pro saského knížete a kurfiřta Jana Jiřího Saského. Rodina vedla tuto slévárnu po několik generací. Po Hansi Hillgerovi pokračoval jeho syn Hans Wilhelm Hilliger (1605–1649) a posledním členem rodu tohoto řemesla byl vnuk.
Prostory někdejší slévárny v kasematech pod Brühlovou terasou se dochovaly dodnes. Hans Hillger obdržel drážďanské městské právo v roce 1599 a téhož roku byl zvolen členem městské rady. V roce 1608 byl zvolen jedním ze tří starostů, kteří se střídali ve funkcích systémem 1. vládnoucí 2. zasedající 3. odpočívající. V roce 1638 byl naposledy starostou a v roce 1640 z radního adresáře zmizel.

### Rodina
Hans Hilliger byl luterán, byl třikrát ženat, poprvé se oženil 10. října 1592 s Margaretou Crackau z Drážďan (1562-1600), dcerou Georga Krakova. Měli dceru Christianu, provdanou za drážďanského radního a lékárníka Joachima Müllera. Druhým sňatkem se Sabinou Vollhardtovou se Hillger dostal do dvorské společnosti v Drážďanech. Třetí manželka Sophia Blansdorfová přežila svého manžela o devět let a zemřela v roce 1649. Další členové rodu vedli kovoliteckou živnost v hornosaských městech, poslední byl Johann Zacharias Hilliger († 1725), jiní byli luterskými knězi či právníky v saské Kamenici, Wittenbergu i jinde.

## Dílo (výběr)
- Zvon v kostele sv. Jana v Drážďanech (1605)
- Zvon v kostele Panny marie (Frauenkirche) v Drážďanech (1617, rozlit roku 1917)
- Sousoší Kalvárie na Karlové mostě (1621), odlil je podle předlohy sochaře Wolfa Ernsta Brohna
- Krucifix (1628); údajně nebyl totožný s předchozí objednávkou; původně byl určen pro most přes Labe v Drážďanech, ale tam použit nebyl, protože se jevil příliš velký a těžký;[1] do Drážďan byl odlit jiný krucifix roku 1670, ale v 19. století se při povodni zřítil do Labe.
- Zvon v kostele Panny Marie v Eilenburgu (1625)
- Zvon v kostele sv. Voršily v Auerswalde (1632)
- sarkofág pro saského kurfiřta a jeho manželku